# 蔡李佛小子
《蔡李佛小子》（英語：New Shaolin Boxers）是1976年张彻、午马执导的香港动作剧情电影，由傅声
、甄妮等人领衔主演，该电影主要讲述一个人为了惩恶扬善，决定去学习蔡李佛拳的故事。

## 劇情簡介
有一位车夫，虽说他经常为了民众而打抱不平，但是人们却总是认为他在多管闲事，甚至连教他拳法的师父也似乎不理解他。
然而有那么一天，因为他为了救一个女子，结果惹了一个黑帮，从而导致他被黑帮追杀。
而师父知道后，便为了他萌避免不测于是让他去学习蔡李佛拳。
随后，学成蔡李佛拳的他下山后虽说依旧是车夫，并且也常常会为了人们而教训地痞。但是当他得知自己的师父被黑帮杀死，并且房东的女儿也被别人卖给黑帮后，他便决定找黑帮算账。
而后，经过一阵鏖战，黑帮终于被他击败，可他最终也因为重伤不治而亡。
但是被他救下的，房东的女儿却把他的事情告诉了众人……

## 演员
- 傅声
- 甄妮
- 王龙威
- 江生
- 鹿峰
- 王力
- 程天赐
- 叶天行
- 山茅
- 孙树培
- 陈慧楼
- 陆剑明
- 李影
- 卢迪
- 郭追

## 相關連結
- 香港影庫上《蔡李佛小子》的資料（繁體中文）
- 豆瓣电影上《蔡李佛小子》的資料 （简体中文）
- 互联网电影数据库（IMDb）上《蔡李佛小子》的资料（英文）